# Loubna Abidar
Loubna Abidar (sinh ngày 20 tháng 9 năm 1985) là một nữ diễn viên Maroc. Abidar sinh ra tại Marrakesh.

## Sự nghiệp
Cô sinh ra trong một gia đình chủng tộc hỗn hợp, có mẹ là người Ả Rập và cha là người Berber. Cô bị cha mình hãm hiếp từ khi còn nhỏ, mẹ cô nghĩ rằng tốt nhất là cô nên sống với bà ngoại của mình trong một riad ở Marrakech, dưới ảnh hưởng của truyền thông Ai Cập vào thời điểm cô muốn trở thành một vũ công múa bụng từ khi còn nhỏ. Cô đã thực hiện bộ phim đầu tay của mình trong Much Loved, được đạo diễn bởi Nabil Ayouch. Bộ phim đã bị cấm ở Maroc do nó bị coi là xúc phạm Hồi giáo và Maroc. Abidar đã nhận được những lời đe dọa về cái chết do vai diễn của cô trong phim. Vào tháng 11 năm 2015, cô đã bị tấn công dữ dội ở Casablanca và rời khỏi đất nước đến Pháp ngay sau đó. Vào tháng 1 năm 2016, cô đã nhận được một đề cử cho giải thưởng César cho Nữ diễn viên xuất sắc nhất cho vai diễn trong phim.

## Đóng phim
| Năm  | Tựa đề       | Vai trò                | Ghi chú |
| ---- | ------------ | ---------------------- | --- |
| 2015 | Much Loved   | Noha                   | Liên hoan phim quốc tế Gijón - Nữ diễn viên xuất sắc nhất </br> Đề cử - Giải thưởng César cho Nữ diễn viên xuất sắc nhất |
| 2018 | Amin         | Người phục vụ đầu tiên | |
| 2018 | Sextape      | Người mẹ               | |
| 2018 | Fierté       | Farah                  | Miniseries truyền hình                                                                                                   |
| 2019 | An Easy Girl | Dounia                 | |